# Piper PA-29 Papoose
Il Piper PA-29 Papoose era un monoplano da addestramento ad ala bassa progettato dall'americana Piper Aircraft, il modello non entrò mai in produzione e ne fu costruito solamente un esemplare.

## Storia
Alla fine degli anni cinquanta la Piper Aircraft iniziò la progettazione di un monomotore da addestramento ad ala bassa in fibra di vetro con due posti affiancati. Inizialmente il progetto prevedeva di montare il motore a pistoni Continental O-200 da 100 hp (75 kW), ma si preferì equipaggiarlo con il Lycoming O-235-CIB da 108 hp (81 kW).
Il prototipo (numero di serie N2900M) volò per la prima volta nel 1962, ma il modello non entrò mai in produzione.
L'unico aereo costruito è ora esposto presso il Piper Aviation Museum di Lock Haven dopo essere stato in carico all'EAA Museum di Oshkosh tra il 1973 e il 1987.